# Wildökologie
Wildökologie, auch Wildtierökologie, veraltet Wildbiologie bzw. Wildtierbiologie, befasst sich mit freilebenden Wildtieren, welche einer spezifischen Interaktion mit dem Menschen unterliegen. Die Wildökologie geht damit weit etwa über eine spezielle Ökologie der Wirbeltiere hinaus. Sie beschäftigt sich vor allem mit Arten, welche entweder der menschlichen Nutzung unterliegen oder welchen sich der Mensch anderweitig, etwa durch seine besondere Verantwortung im Rahmen des Artenschutzes, verbunden fühlt. Aus diesem Grunde befasst sich die Wildökologie vornehmlich, aber nicht ausschließlich mit Wirbeltieren. Sie beschränkt sich als Wissenschaftsdisziplin auch nicht auf die enge Auswahl an Arten, welche in Deutschland etwa das Bundesjagdgesetz als „Wild“ (englisch: „game“) definiert wird. Der Begriff „Wild“ wird allerdings im deutschen Sprachraum meist deutlich enger gefasst als im angelsächsischen, wo „wildlife“ oftmals auch die freilebenden Pflanzen mit einschließt. Die Wildökologie bedient sich naturwissenschaftlicher, genauer gesagt biologischer und ökologischer Methodik.
Objekt des Wildtiermanagements (einschließlich der jagdlich ausgerichteten Teildisziplinen) ist demgegenüber der Mensch, der mit dem Wildtier interagiert. Die Disziplin bedient sich neben der naturwissenschaftlichen (in diesem Falle humanwissenschaftlichen, etwa anthropologischen und psychologischen) Methodik vor allem soziologischer, ökonomischer und juristischer Methoden. Daneben haben Wildtiermanagement und Jagd vielfältige ethische Implikationen.
Der Begriff Wildökologie wurde z. B. von H. Gossow als Titel für sein Einführungsbuch verwendet. Es stellte damals einen Versuch dar, Befunde, Methoden und Begriffe in der neueren – überwiegend anglo-amerikanischen – Forschung an Wildtieren sowie sich daraus ergebende praktische Konsequenzen an deutsche Leser zu vermitteln: das waren in starkem Maße Forststudenten, welche mehr wildbiologisches und ökologisches Know-how im Rahmen ihrer jagdlichen Ausbildung brauchten und zwar praxisrelevant. Ähnliche Versuche mit wohl breiterer Zielgruppe waren damals Bücher von P.Baumann, F. Kurt H. Kalchreuther. Alle vier Autoren konzentrierten sich auf „Wild“, d. h. auf jagdbare Wildtiere (engl. „game“), wie sie in staatlichen Jagdgesetzen angeführt werden, auf „Wildschaden“ durch jagdbares Wild (für die es oft Entschädigungsregelungen gibt) oder auch auf Landnutzungspraktiken und deren Einfluss auf in den betroffenen Biotopen lebende Wildarten (und welche Art von „Biotophege“ oder „Habitatmanagement“ sich daraus ableiten lässt, z. B. für die Beziehung Auerhuhn – Forstwirtschaft).
Diese Ansätze erweiterten sich mit der Zeit zunehmend auch auf andere, nicht-jagdbare Wildtierarten (engl. „non-game“), welche z. B. als Beutearten oder in anderer Hinsicht mit Wild-Arten in Wechselbeziehungen stehen, die die jagdgesetzlich oft als gewünscht geforderte Wildarten-Vielfalt „biodiversitär“ bzw. „ökosystemar“ erheblich erweitern oder die im Rahmen der Übertragung von Krankheitserregern eine wichtige Rolle spielen. Noch wesentlicher aber waren wohl die Erweiterungen in methodischer Hinsicht (wie mehr physiologische und genetische Forschungsansätze, mehr experimenteller als überwiegend nur beschreibender Zugang sowie mehr Technology wie Radiotelemetrie und Geographische Informationssysteme in der Habitatnutzung). Damit erfolgte auch eine begriffliche Anpassung an einschlägige englische Termini: „Wildtierökologie“ – „Wildtierbiologie“ – „Wildtiermanagement“ (vgl. etwa „Wildlife Ecology & Management“).
In Deutschland befasst sich die Wildökologie aktuell vor allem mit jenen Säugetieren und Vögeln, die im Fokus verschiedener Interessensgruppen stehen (Jagd, Fischerei, Naturschutz, Tourismus, Land-, Forst- und Wasserwirtschaft, Raumplanung etc.). Neben der Grundlagenforschung zu Habitatwahl, Nahrungsökologie oder Populationsdynamik stehen auch praxisbezogene und anwendungsorientierte Aspekte im Vordergrund (z. B. Monitoringkonzepte, Managementpläne, nachhaltige Bejagung, Wildschadensvorbeugung).
Bekannte deutsche Wildbiologen und Jagdkundler sind Fritz Nüßlein, Antal Festetics, Erhard Ueckermann, Wolfgang Schröder, Reinhold R. Hofmann und Sven Herzog und Michael Petrak.
Und schließlich brachte es dieses Fachgebiet im deutschen Sprachraum auch zu einem einschlägigen universitären Master- und Doktoratsstudium „Wildtierökologe und Wildtiermanagement“ an der Wiener Universität für Bodenkultur (2003/04), wo seit 2008 auch ein Universitätslehrgang Jagdwirt angeboten wird, in dem nun das „Wild“ wieder stärker betont wird. An der Technischen Universität Dresden besteht an dem Institut für Waldbau und Forstschutz eine Dozentur für Wildökologie und Jagdwirtschaft.